# Papa Paolo II
Paolo II, in latino Paulus PP. II, nato Pietro Barbo (Venezia, 23 febbraio 1417 – Roma, 26 luglio 1471), è stato il 211º papa della Chiesa cattolica dal 1464 alla morte.

## Biografia

### Formazione e carriera ecclesiastica
Pietro Barbo nacque a Venezia il 23 febbraio 1417 da Niccolò Barbo e Polissena Condulmer. I Barbo erano una ricca famiglia del ceto patrizio dedita ai commerci, ma al loro prestigio contribuivano soprattutto le parentele illustri: per parte di madre, Pietro era pronipote di Gregorio XII e nipote del cardinale Gabriele Condulmer (divenuto Eugenio IV).
Fu proprio quest'ultimo, ancora cardinale, a distoglierlo dalla mercatura, cui era stato inizialmente destinato, per indirizzarlo verso gli studi umanistici. Condotto a Roma per essere educato alla corte papale, venne presto avviato alla carriera ecclesiastica.
La sua scelta della carriera ecclesiastica venne incentivata dall'elezione a papa dello zio. Le sue promozioni furono rapide: divenne cardinale diacono nel 1440 e cardinale presbitero con il titolo di San Marco sotto Niccolò V; posto alla guida della diocesi di Vicenza dal 1451, sotto i papati di Niccolò V e Callisto III, ebbe notevole influenza e già nel 1458 era un papabile. Sotto papa Pio II, del quale era stato rivale per il pontificato, invece, il suo prestigio diminuì considerevolmente.

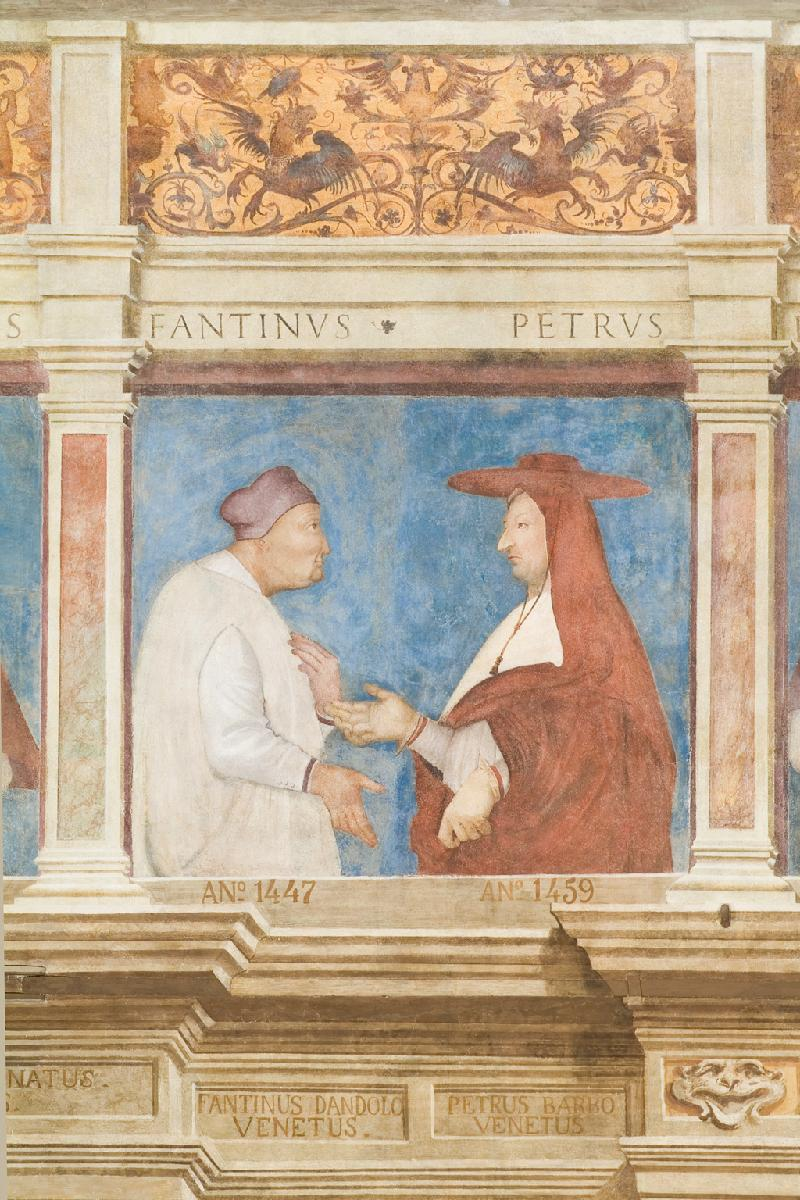
Bartolomeo Montagna, Ritratti dell'arcivescovo Fantino Dandolo e del vescovo Pietro Barbo (in veste di cardinale), Palazzo Vescovile, Padova

L'avversità con papa Pio II non impedì a quest'ultimo di compiere qualche tentativo di riconciliazione con Barbo, come la sua nomina a vescovo di Padova. Nel febbraio 1459, dopo la morte del vescovo di Padova Fantino Dandolo, Pio II decise di eleggervi Pietro Barbo, ma la sua designazione fu impedita dalla Serenissima, che gli oppose la candidatura del vescovo di Feltre, Jacopo Zeno. Le pressioni esercitate dai Veneziani ebbero successo e nel marzo 1460 Barbo rinunciò al vescovato a favore dello Zeno, mantenendo quello di Vicenza fino all'elezione a pontefice.

### L'elezione al Soglio
Nonostante fosse caduto in disgrazia sotto Pio II, il cardinale Barbo fu a sorpresa eletto Papa all'unanimità, dopo un brevissimo conclave, il 30 agosto 1464, al primo scrutinio. La scelta del nome pontificale da parte del neoeletto fu alquanto discussa. Inizialmente Barbo avrebbe desiderato chiamarsi Formoso II, dal latino formosus, bello, per il suo bell'aspetto, ma i cardinali lo dissuasero perché questo nome rievocava la sfortunata figura di Papa Formoso, vissuto nel tormentato periodo del IX secolo. Pensò allora di chiamarsi Marco II, in onore di San Marco patrono di Venezia, ma i cardinali lo dissuasero di nuovo perché all'epoca lo Stato della Chiesa aveva screzi con Venezia. Rassegnato, il nuovo pontefice scelse infine il nome di Paolo II.
Il suo giuramento all'atto di accettare la carica lo impegnava ad abolire il nepotismo nella Curia al fine di migliorarne la moralità, a continuare la guerra ai Turchi e a indire un concilio ecumenico nel giro di tre anni. Ma i termini di tale giuramento vennero modificati da Papa Paolo a sua discrezione, dichiarando, subito dopo l'elezione, che avrebbe seguito tali norme solo come direttive e non come obblighi, e impose al Sacro collegio un nuovo documento modificato: questa azione gli fece perdere la fiducia da parte dei cardinali.

### Pontificato (1464-1471)

#### Governo della Chiesa
Deciso a sopprimere ogni possibile rinascita del conciliarismo, Paolo II impresse al suo pontificato una concezione assolutista e autocratica nei confronti del collegio cardinalizio. Per sottolineare la sua volontà di dominio, Paolo sostituì definitivamente alla mitria il triregno, eredità dell'antico impero romano e simbolo del potere temporale del papa.
Il 19 aprile dello stesso anno, stabilì che dal 1475 (anno cui non arrivò), l'Anno santo sarebbe stato celebrato ogni venticinque anni.

#### Relazioni con i monarchi cristiani
Nella questione della guerra ai Turchi, l'unico sovrano che avrebbe potuto prenderne la guida, re Giorgio di Poděbrady di Boemia, venne rifiutato dal Papa e perseguito come eretico poiché appoggiò la convenzione di Basilea in favore degli utraquisti. Nell'agosto 1465, Paolo convocò re Giorgio davanti al tribunale romano. Constatando che il re non si era presentato, si alleò con gli insorti in Boemia, liberando i sudditi dal giuramento di fedeltà al re. Nel dicembre 1466, pronunciò il bando di scomunica e la sentenza di deposizione contro il re di Boemia.

#### Governo di Roma

##### Le riforme dell'amministrazione

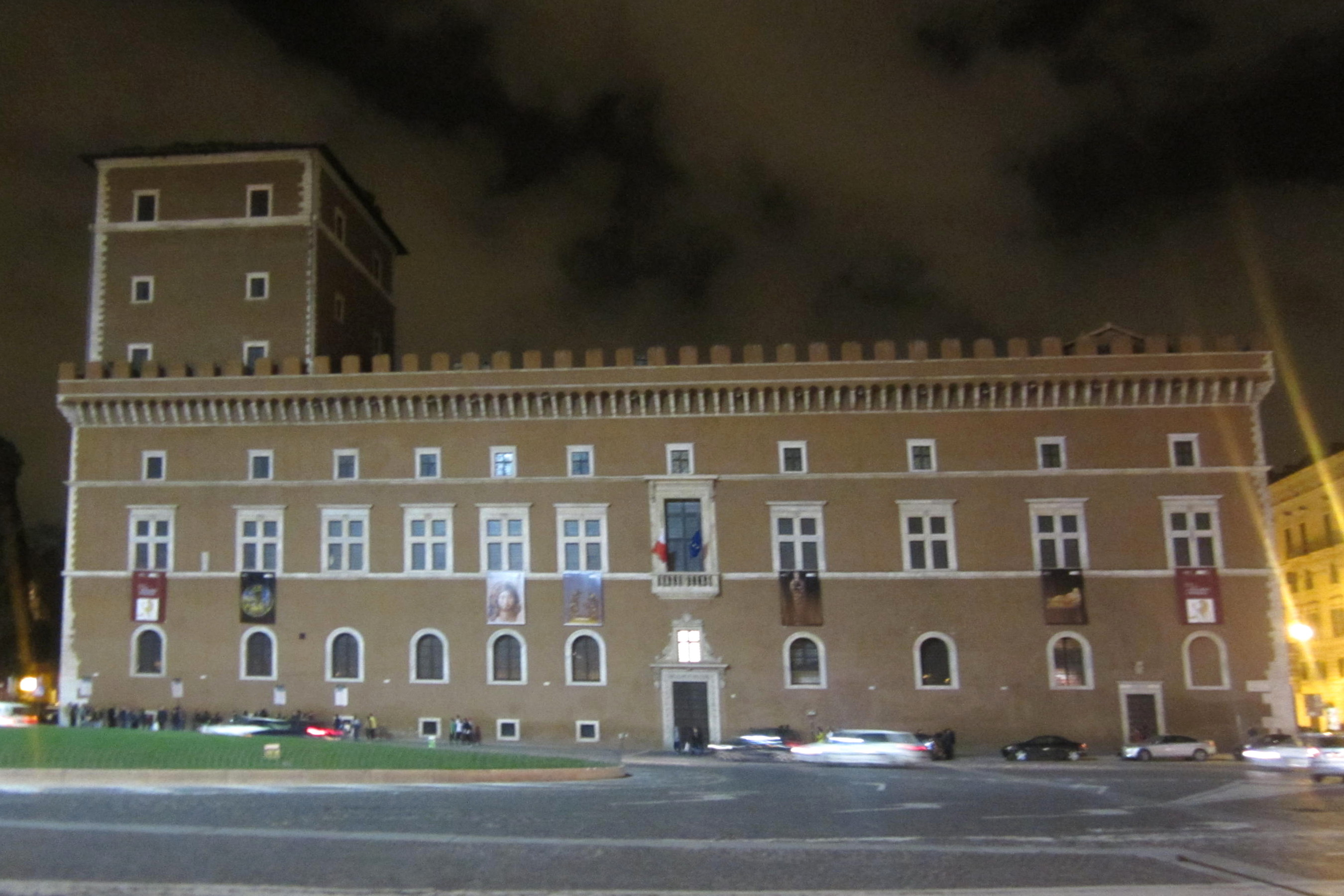
Palazzo Venezia, costruito per volontà di papa Barbo e principale residenza del pontefice veneto durante il suo regno.

Paolo II avviò una riforma dell'amministrazione comunale e approvò nuove misure contro la corruzione e il commercio degli incarichi pubblici. Tra queste vi fu, nell'ottobre 1466, la chiusura del Collegio degli abbreviatori, i funzionari che avevano il compito di formulare i documenti pontifici. Il Papa sollevò una tempesta di indignazione, in quanto retori e poeti erano da lungo tempo usi ad acquistare questi incarichi (in effetti il collegio fu ripristinato dal successore Sisto IV).
Nel 1469 Paolo II diede inizio, con il consenso dei cittadini, alla revisione degli Statuti di Roma, deplorando l'immoralità dei funzionari pontifici che si facevano corrompere accettando doni. Nel 1470 impose alle corporazioni che possedevano benefici una tassa da pagare ogni quindici anni, la quindemia.
Se da un lato Paolo II fu inflessibile nel sottolineare la propria autocrazia nei confronti del collegio cardinalizio, dall'altro praticò una politica demagogica volta ad accattivarsi gli umori del popolo romano. Tale magnificenza esteriore comportò anche l'organizzazione di divertimenti sfarzosi, completamente estranei alla natura sacra e austera della carica pontificia.. Ciò gli valse forti critiche da parte dei cardinali Giacomo Ammannati Piccolomini, nipote di Pio II, e del cardinale Bessarione

#### L'umanesimo di Paolo II
Il pontefice ebbe nei confronti dell'umanesimo un atteggiamento ambivalente. Non si mostrò ostile alla cultura o all'umanesimo in quanto tale, bensì alle sue deviazioni pagane e anticristiane. Il pontefice si circondò, infatti, di studiosi, tra cui il versatile Leone Cobelli (pittore, scrittore, musico, insegnante di ballo) e Gaspare da Verona, nominato docente di retorica all'Università di Roma. Fu inoltre un appassionato collezionista di oggetti di valore; avviò il restauro dei monumenti romani. Fu lui, inoltre, a favorire la fondazione della prima pressa tipografica a Roma nel 1467.
Nel 1467, su richiesta del re d'Ungheria Mattia Corvino, fondò l'Università Istropolitana, la più antica università della Slovacchia. Il suo rapporto ambivalente nei confronti della cultura è testimoniato dalla soppressione, nel 1468, dell'Accademia Romana, sospetta di coltivare idee e riti paganeggianti e di ordire una congiura ai danni del papa. Inoltre Paolo II proibì ai bambini romani lo studio dei poeti non cristiani: ciò lo rese odiato in tutti i circoli umanistici.

#### La morte
Paolo II morì il 26 luglio 1471 prematuramente (a soli 54 anni) a causa, pare, di un'indigestione di melone.

### Concistori per la creazione di nuovi cardinali
Papa Paolo II durante il suo pontificato ha creato 10 cardinali nel corso di 2 distinti concistori.

## Opinioni dei suoi contemporanei

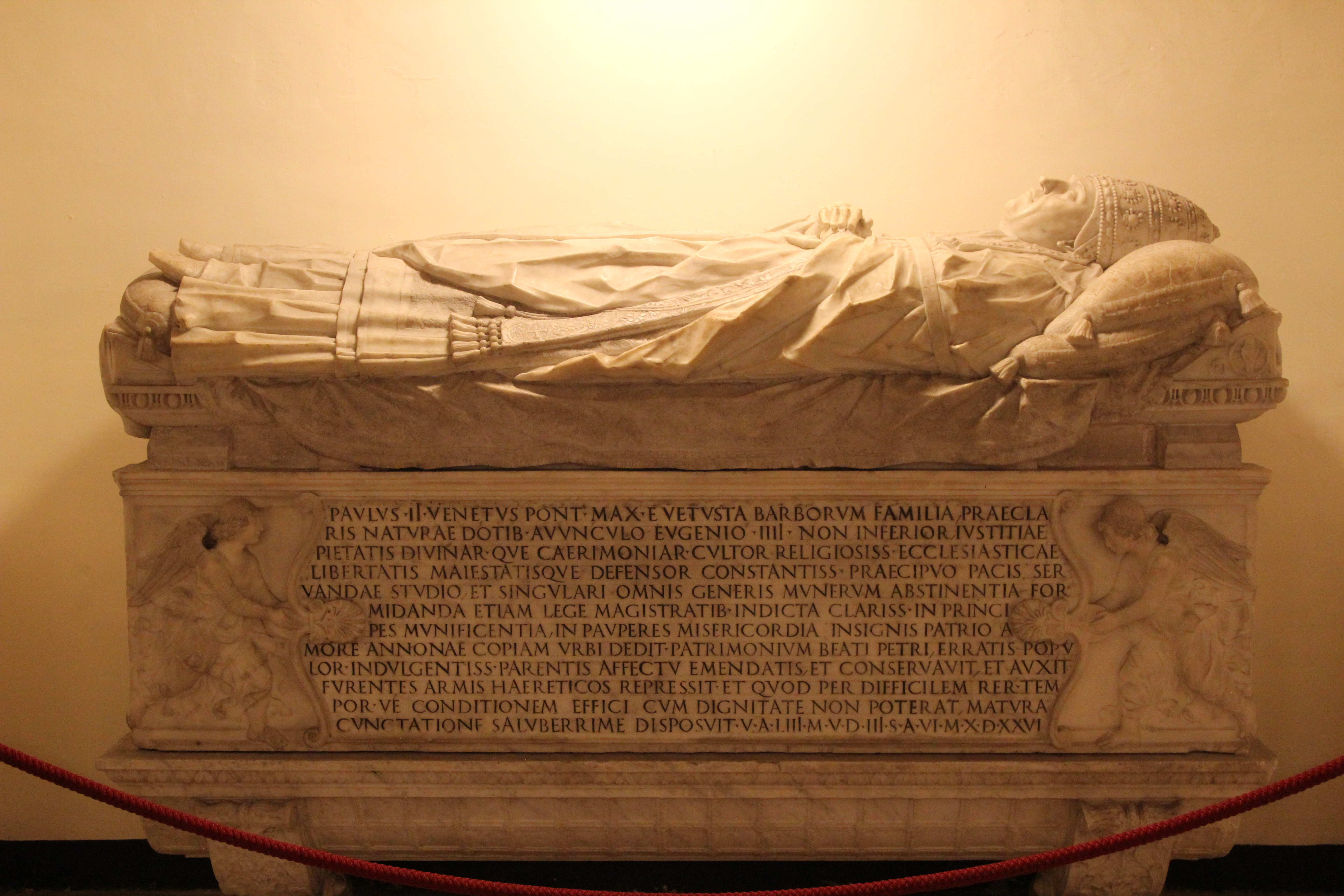
Tomba di Paolo II nelle grotte vaticane.

L'umanista e cronista romano Stefano Infessura scrisse che Paolo, benché avesse scontri e dissapori con gli umanisti, non fu secondo a nessuno nel fornire divertimenti al popolo, e mostrò uno stravagante amore dello splendore. Amava l'ostentazione e fu un grande promotore dei carnevali (celebre quello del 1468), alle cui spese furono costretti a contribuire anche gli Ebrei. La tempra repubblicana e l'ideale anti-papale di Infessura rendono i suoi diari una testimonianza ben informata, anche se lontana dalla neutralità.
La storiografia moderna risente dell'opera di un altro contemporaneo, il poeta e retore Bartolomeo Sacchi, detto "il Platina". Membro del collegio degli abbreviatori, protestò dopo la sua abolizione inviando una lettera minacciosa al Papa; venne imprigionato, poi prosciolto. Nel 1467, accusato di aver partecipato ad una congiura contro il Papa, fu nuovamente imprigionato. Fu anche torturato, venendo accusato, assieme ad altri abbreviatori, di avere ideali pagani. Dopo la morte di Paolo II, il Platina fu riabilitato e riconosciuto innocente da papa Sisto IV, che gli diede vari incarichi tra i quali quello di primo prefetto della biblioteca Vaticana. Per rappresaglia, il Platina, nel suo Vitae pontificum, ritrasse in modo sfavorevole la personalità di Paolo II, in modo così negativo che condizionò la storiografia successiva su di lui, tanto che sorsero leggende, come quella secondo cui uno dei suoi primi successori (Sisto IV o Innocenzo VIII o Alessandro VI) propose di chiamarlo "Maria Pietissima" o "Nostra Signora della Pietà" per la sua inclinazione a scoppiare in pianto durante le crisi di nervi, oppure a causa della sua peculiare inclinazione a indossare paramenti sontuosi e costosissimi.

Claudio Rendina cita il Platina (Vitae pontificum) riguardo alla morte di Paolo II. Il Platina fa correre il sospetto secondo cui Paolo II sia stato avvelenato, "perché il dì precedente alla notte che egli lasciò la vita, due ben gran meloni si mangiò". La storiografia moderna sottolinea infine la rottura di Paolo II nei confronti del precedente pontefice, il Piccolomini. Privo di interessi culturali e di acume intellettuale, Paolo guardò con sospetto all'umanesimo, in quanto vi temeva infiltrazioni paganeggianti capaci di danneggiare la fede cristiana.

## Genealogia episcopale
La genealogia episcopale è:
- Cardinale Niccolò Forteguerri
- Papa Paolo II

## Albero genealogico
|                              |                       |                 | Genitori          |  |  | Nonni |  |  | Bisnonni     |  |  | Trisnonni      |  |
|                              |                       |                 |                   |  |  |       |  |  | Pietro Barbo |  |  | Giovanni Barbo |  |
|                              |                       |                 |                   |  |  |       |  |  | Pietro Barbo |  |  | Giovanni Barbo |  |
|                              |                       | …               |                   |  |  |       |  |  | Pietro Barbo |  |  |                |  |
| Giovanni Barbo               |                       |                 |                   |  |  |       |  |  | Pietro Barbo |  |  |                |  |
|                              |                       | …               | …                 |  |  |       |  |  |              |  |  |                |  |
|                              |                       | …               | …                 |  |  |       |  |  |              |  |  |                |  |
|                              |                       | …               | …                 |  |  |       |  |  |              |  |  |                |  |
| Niccolò Barbo                |                       | …               |                   |  |  |       |  |  |              |  |  |                |  |
|                              |                       | …               | …                 |  |  |       |  |  |              |  |  |                |  |
|                              |                       | …               | …                 |  |  |       |  |  |              |  |  |                |  |
|                              |                       | …               | …                 |  |  |       |  |  |              |  |  |                |  |
| Giulia Sorzi                 |                       | …               |                   |  |  |       |  |  |              |  |  |                |  |
|                              |                       | …               | …                 |  |  |       |  |  |              |  |  |                |  |
|                              |                       | …               | …                 |  |  |       |  |  |              |  |  |                |  |
|                              |                       | …               | …                 |  |  |       |  |  |              |  |  |                |  |
| Papa Paolo II (Pietro Barbo) |                       | …               |                   |  |  |       |  |  |              |  |  |                |  |
|                              | Fiornovello Condulmer | Marco Condulmer |                   |  |  |       |  |  |              |  |  |                |  |
|                              | Fiornovello Condulmer | Marco Condulmer |                   |  |  |       |  |  |              |  |  |                |  |
|                              | Fiornovello Condulmer | …               |                   |  |  |       |  |  |              |  |  |                |  |
| Angelo Condulmer             | Fiornovello Condulmer |                 |                   |  |  |       |  |  |              |  |  |                |  |
|                              |                       | …               | …                 |  |  |       |  |  |              |  |  |                |  |
|                              |                       | …               | …                 |  |  |       |  |  |              |  |  |                |  |
|                              |                       | …               | …                 |  |  |       |  |  |              |  |  |                |  |
| Polissena Condulmer          |                       | …               |                   |  |  |       |  |  |              |  |  |                |  |
|                              |                       | Nicolò Correr   | Pietro Correr     |  |  |       |  |  |              |  |  |                |  |
|                              |                       | Nicolò Correr   | Pietro Correr     |  |  |       |  |  |              |  |  |                |  |
|                              |                       | Nicolò Correr   | Beriola Bondumier |  |  |       |  |  |              |  |  |                |  |
| Francesca "Bariola" Correr   |                       | Nicolò Correr   |                   |  |  |       |  |  |              |  |  |                |  |
|                              |                       | Polissena       | …                 |  |  |       |  |  |              |  |  |                |  |
|                              |                       | Polissena       | …                 |  |  |       |  |  |              |  |  |                |  |
|                              |                       | Polissena       | …                 |  |  |       |  |  |              |  |  |                |  |
|                              |                       | Polissena       |                   |  |  |       |  |  |              |  |  |                |  |